# Megachile saganeitana
Megachile saganeitana là một loài Hymenoptera trong họ Megachilidae. Loài này được Gribodo mô tả khoa học năm 1894.